# Hagenbachia matogrossensis
Hagenbachia matogrossensis là một loài thực vật có hoa trong họ Măng tây. Loài này được (Poelln.) Ravenna mô tả khoa học đầu tiên năm 1985.